# 김수길 (야구인)
김수길(1963년 2월 1일 ~)은 빙그레 이글스의 전 야구 선수이다.

## 출신 학교
- 한밭중학교
- 대전고등학교
- 한양대학교

## 같이 보기
- 1986년–1993년 빙그레 이글스 시즌